# Maigret (série télévisée, 1991)
 (janvier 2016).
Si vous disposez d'ouvrages ou d'articles de référence ou si vous connaissez des sites web de qualité traitant du thème abordé ici, merci de compléter l'article en donnant les références utiles à sa vérifiabilité et en les liant à la section « Notes et références ».
Ne doit pas être confondu avec Les Enquêtes du commissaire Maigret.
Pour les articles homonymes, voir Maigret (homonymie).
Maigret est une série télévisée franco-belgo-helvético-tchèque en 54 épisodes de 90 minutes, d'après l'œuvre de Georges Simenon, diffusée en France entre le 1er décembre 1991 et le 23 décembre 2005 sur Antenne 2, puis France 2 ; avec Bruno Cremer dans le rôle de Jules Maigret.

## Historique
En 1990, Antenne 2 prend la décision d'arrêter Les Enquêtes du commissaire Maigret avec Jean Richard. La chaîne explique cette décision parce qu'il ne restait plus assez de romans à adapter. Une dizaine de mois plus tard, Jean Richard apprend par la presse que la chaîne va lancer un nouveau Maigret avec un nouvel acteur. En fait, le producteur Robert Nador (directeur de la société Dune), venait de racheter les droits des romans et nouvelles et avait contacté la chaîne qui voulait rajeunir le personnage. Dans un premier temps c'est l'acteur Julien Guiomar qui est pressenti ; cependant, étant déjà engagé dans la série policière de TF1 Commissaire Chabert, il refuse la proposition. Bruno Cremer est alors approché. Après une longue réflexion, il s'engage pour une douzaine de téléfilms.
Le producteur situe l'action dans les années 1950. Afin de réunir le budget nécessaire (1 million et demi d'euros par épisode), et de répondre aux quotas de productions françaises imposés à cette époque, la  première saison de Maigret a été coproduite en 1991 par La Cinq. Cependant, la série ne sera jamais diffusée sur la chaîne, pour cause de dépôt de bilan. Elle est aussi coproduite avec les télévisions tchèque Česká televize, belge francophone RTBF, suisse romande TSR (et la chaîne finnoise Yle TV1 pour quelques épisodes). Afin de réduire les coûts, des épisodes de la série ont été tournés hors de France : en Tchécoslovaquie, en Finlande, au Portugal et en Afrique du sud (Maigret et le Liberty Bar).
En 2005, après plus d'une cinquantaine d'épisodes, Bruno Cremer doit être doublé par Vincent Grass dans Maigret et l'étoile du Nord. Atteint d'un grave cancer à la gorge, il décide d'arrêter son métier après cet épisode. L'acteur s'éteindra en 2010.

## Synopsis
Cette série met en scène les enquêtes du célèbre commissaire Maigret imaginé par Georges Simenon. Elle apporte un soin particulier à la reconstitution d'une ambiance années 1950 : costumes, voitures, trains à vapeur et mobilier (TSF, téléphones, standardistes entre autres).

## Production
La série est produite pour Dune, France 2, E.C. Télévision Paris, en coproduction avec la Télévision suisse romande, la RTBF, Česká televize, avec la participation du Centre national de la cinématographie et avec le soutien du plan d’action 16/9 de l’Union européenne.

## Fiche technique
- Titre original : Maigret
- Producteurs : Eve Vercel, Robert Nador, Caroline Lassa, Steve Hawes, Philippe Berthet, Daniel Lachterman, Tom Reeve, Ralph Christians et Hannu Kahakorpi

- Direction artistique France 2 : Nicolas Traube, Thomas Anargyros.
- Direction fiction France 2 : Laurence Bachman, Clémentine Dabadie, Didier Décoin
- Conseiller de programmes France 2 : Philippe Laïk
- Attaché de presse France 2 : Violaine Petite
- Producteur associé : Claude Waringo
- Producteurs exécutifs : Daniel Deschamps, Jan Bílek, Anne Leduc, Patrick Quinet, Karel Van Ossenbruggen, Alain Bloch, Jean-Marc Henchoz, Olivier Rausin, Kobus Botha et Dominique Combe
- Coproducteur : Yves Swennen
- Musique : Laurent Petitgirard, Arié Dzierlatka et Zdeněk Merta (cs). Musique originale interprétée par l'Orchestre Symphonique Français (Éditions O.S.F. Euterpe/Jeronimo).

- Photographie : Vladimír Smutný, Jiří Macháně, Jean-Claude Neckelbrouk, Emil Sirotek (cs), Jean-Claude Larrieu, Jacky Mahrer, Pavel Korinek, Dominique Bouilleret, Raoul Coutard, André Domage, Eduard Van Der Enden, Dominique Brenguier, Jussi Laine, Jouko Paavonen, Ciaran Tanham, Acacio De Almeida, Chris Schutte et Mario De Carvalho
- Montage : Éliane Guignet, Anita Fernandez, François Ceppi, Jan Svoboda, Marion Monestier, Anne-Marie Leduc, Bruno Boissel, Alois Fišárek (cs), Jorma Höri, Stéphanie Mahet, Ariane Boeglin, Denise Vindevogel, Élisabeth Couque, Borek Lipský, Jean-François Naudon, Nicole Saunier, Anne-Marie Lhote, Dominique B. Martin, Geraldine Creed, Brigitte Gallot, Arianne Levent, Isabelle Lorente, Nicolas Barachin, Sophie Cornu, Pascal Cuissot, Ewin Ryckaert, Annie Marciniak et Yves Deschamps
- Distribution : Gérard Moulèvrier, Gerda Diddens, Alena Rubesová, Eva Kadanková et Patrick Hella
- Création des décors : Clémentine Dabadie, Nicolas Traube, Arto Rautvuori, Alan Clarke, Kalevi Liski, Laurence Bachman et Frédéric Astich-Barre
- Création des costumes : Françoise Disle, Pascaline Suty, Helena Ferlicová, Mireille Chauvel, Thierry Delettre, Satu-Marja Nygren, Maria Oufkir, Jolly Joukowsky, Christine Gérard et Kristin Van Passel
- Effets spéciaux de maquillage : Françoise Joset
- Coordination des effets spéciaux : Olivier de Laveleye
- Compagnies de production : Česká televize (République tchèque), Dune, EC Television, France 2, La Cinq (France), RTBF (Belgique), TSR (Suisse)
- Compagnie de distribution : France Télévision
- Pays d'origine :  France,  Suisse,  Belgique,  République tchèque
- Durée : 54 x 90 minutes
- Langue : Français Stéréo
- Image : Couleurs
- Ratio écran : 1.33:1, 1.66:1 et 1.78:1 panoramique

## Distribution (non exhaustive)
| Acteurs              | Rôles                     | Épisodes                            | Années    |
| -------------------- | ------------------------- | ----------------------------------- | --------- |
| Bruno Cremer         | Commissaire Jules Maigret | épisodes 1 à 54                     | 1991-2005 |
| Jean-Claude Frissung | Inspecteur Janvier        | épisodes 1-7-9-13-14-15-20-22       | 1991-1996 |
| Alexandre Brasseur   | Inspecteur Paul Lachenal  | épisodes 31-32-33-34-35-36-37-38-39 | 1999-2002 |
| Pierre Diot          | Inspecteur Christiani     | épisodes 40-42-43-44-45-46-51-53    | 2002-2004 |
| Anne Bellec          | Mme Maigret               | épisodes 1-8-10-11-14-18-19         | 1991-1995 |

### Invités
- Heinz Bennent : épisode 12
- Cécile Bois : épisode 33
- Michel Bouquet : épisode 3
- Myriam Boyer : épisode 6
- Aurore Clément : épisode 5
- Arielle Dombasle : épisode 27
- Marie Dubois : épisode 10
- Michel Duchaussoy : épisode 33
- Roger Dumas : épisode 25
- Renée Faure : épisode 1
- Daniel Gélin : épisode Maigret et la vente à la bougie : le père Nicolas
- Bernadette Lafont : épisode 15
- Danièle Lebrun : épisode 15
- Michael Lonsdale : épisode 1 - 34
- Michel Modo : épisode 48
- Claude Piéplu : épisode Cécile est morte : Charles Dandurand
- Jocelyn Quivrin : épisode 33
- Luis Rego : épisode 54
- Caroline Silhol : épisode 33
- Alexandra Vandernoot : épisode 2
- Karin Viard : épisode 3
- Jean Yanne : épisode 13

## Épisodes

### Saison 1 (1991-1992)
1. Maigret et la Grande Perche
2. Maigret chez les Flamands
3. Maigret et la Maison du juge
4. Maigret et les Plaisirs de la nuit

### Saison 2 (1992-1993)
1. Maigret et le Corps sans tête
2. Maigret et la Nuit du carrefour
3. Maigret et les Caves du Majestic
4. Maigret se défend

### Saison 3 (1993-1994)
1. Maigret et les Témoins récalcitrants
2. Maigret et l'Homme du banc
3. La Patience de Maigret

### Saison 4 (1994-1995)
1. Maigret et le Fantôme
2. Maigret et l'Écluse n° 1
3. Cécile est morte
4. Maigret se trompe
5. Maigret et la Vieille Dame
6. Maigret et la Vente à la bougie

### Saison 5 (1995-1996)
1. Les Vacances de Maigret
2. Maigret et l'Affaire Saint-Fiacre
3. Maigret et le Port des brumes
4. Maigret et la Tête d'un homme

### Saison 6 (1996)
1. Maigret en Finlande
2. Maigret tend un piège
3. Maigret a peur

### Saison 7 (1997-1998)
1. Maigret et l'Enfant de chœur
2. Maigret et le Liberty-Bar
3. Maigret et l'Improbable Monsieur Owen
4. Maigret et l'Inspecteur Cadavre

### Saison 8 (1999)
1. Madame Quatre et ses enfants
2. Meurtre dans un jardin potager

### Saison 9 (1999-2000)
1. Un meurtre de première classe
2. Maigret voit double
3. Maigret chez les riches

### Saison 10 (2001)
1. Maigret et la Croqueuse de diamants
2. Mon ami Maigret
3. Maigret et la Fenêtre ouverte

### Saison 11 (2002)
1. Maigret et le Marchand de vin
2. Maigret chez le ministre
3. Maigret et le Fou de Sainte-Clothilde
4. Maigret et la Maison de Félicie

### Saison 12 (2002-2003)
1. Maigret à l'école
2. Maigret et la Princesse
3. Un échec de Maigret
4. Signé Picpus

### Saison 13 (2003-2004)
1. L'Ami d'enfance de Maigret
2. Les Scrupules de Maigret
3. Maigret et les Petits Cochons sans queue
4. Maigret et le Clochard
5. Maigret et l'Ombre chinoise
6. Maigret chez le docteur

### Saison 14 (2004-2005)
1. Maigret en meublé
2. Maigret et la Demoiselle de compagnie
3. Maigret et les Sept Petites Croix
4. Maigret et l'Étoile du Nord

## Rediffusions
En 2007, la série a été rediffusée en début de soirée (prime-time) sur France 3 avec des audiences assez bonnes. À partir de septembre 2010, c'est Direct 8 qui rediffuse la série. Elle est depuis régulièrement rediffusée (avec des épisodes dans un ordre aléatoire) pendant la période estivale sur D8, puis C8 (encore le cas pour l'été 2020 et 2021).
En Angleterre, la série a été rediffusée sur Talking Pictures TV en 2023.

## DVD
- France :

La série a connu plusieurs éditions sur le support DVD.
- Chez l'éditeur Hachette collection chez les marchands de journaux en août 2005. Un DVD avec un fascicule tous les quinze jours[3].
- Chez l'éditeur One Plus One :

- Maigret la collection vol.1 (Keep Case 2 DVD-9) sorti le 22 mars 2004 édité et distribué par One Plus One. Le ratio écran est en 1.77:1 16:9 avec audio Français 2.0 Dolby Digital. Présence de sous-titres anglais. 2 épisodes : Les scrupules de Maigret et Maigret et l'inspecteur cadavre. En supplément : interview de Bruno Cremer (5 min), Simenon l'homme aux cent vies (35 min), les enquêtes de Maigret, le coin du libraire. Il s'agit d'une édition Zone 2 Pal.
- Maigret la collection vol.2 (Keep Case 2 DVD-9) sorti le 22 mars 2004 édité et distribué par One Plus One. Le ratio écran est en 1.77:1 16:9 avec audio Français 2.0 Dolby Digital. Présence de sous-titres anglais. 2 épisodes : Maigret et les petits cochons sans queue et La maison de Felicie. En supplément : interview de Bruno Cremer (5 min), Simenon l'homme aux cent vies (35 min), les enquêtes de Maigret, le coin du libraire. Il s'agit d'une édition Zone 2 Pal.
- Maigret la collection vol.3 (Keep Case 2 DVD-9) sorti le 22 mars 2004 édité et distribué par One Plus One. Le ratio écran est en 1.77:1 16:9 avec audio Français 2.0 Dolby Digital. Présence de sous-titres anglais. 2 épisodes : Maigret et le clochard et Signé Picpus. En supplément : interview de Bruno Cremer (5 min), Simenon l'homme aux cent vies (35 min), les enquêtes de Maigret, le coin du libraire. Il s'agit d'une édition Zone 2 Pal.
- Maigret la collection vol.4 (Keep Case 2 DVD-9) sorti le 20 mai 2004 édité et distribué par One Plus One. Le ratio écran est en 1.77:1 16:9 avec audio Français 2.0 Dolby Digital. Présence de sous-titres anglais. 2 épisodes : Maigret et l'ombre chinoise et Maigret voit double. En supplément : interview de Bruno Cremer (5 min), Simenon l'homme aux cent vies (35 min), les enquêtes de Maigret, le coin du libraire. Il s'agit d'une édition Zone 2 Pal.
- Maigret la collection vol.5 (Keep Case 2 DVD-9) sorti le 20 mai 2004 édité et distribué par One Plus One. Le ratio écran est en 1.77:1 16:9 avec audio Français 2.0 Dolby Digital. Présence de sous-titres anglais. 2 épisodes : Mon ami Maigret et Maigret et l'enfant de chœur. En supplément : interview de Bruno Cremer (5 min), Simenon l'homme aux cent vies (35 min), les enquêtes de Maigret, le coin du libraire. Il s'agit d'une édition Zone 2 Pal.
- Maigret la collection vol.6 (Keep Case 2 DVD-9) sorti le 20 juillet 2004 édité et distribué par One Plus One. Le ratio écran est en 1.77:1 16:9 avec audio Français 2.0 Dolby Digital. Présence de sous-titres anglais. 2 épisodes : Maigret et l'improbable Monsieur Owen et Un meurtre de première classe. En supplément : interview de Bruno Cremer (5 min), Simenon l'homme aux cent vies (35 min), les enquêtes de Maigret, le coin du libraire. Il s'agit d'une édition Zone 2 Pal.
- Maigret la collection vol.7 (Keep Case 2 DVD-9) sorti le 20 juillet 2004 édité et distribué par One Plus One. Le ratio écran est en 1.77:1 16:9 avec audio Français 2.0 Dolby Digital. Présence de sous-titres anglais. 2 épisodes : Maigret et la fenêtre ouverte et Maigret tend un piège. En supplément : interview de Bruno Cremer (5 min), Simenon l'homme aux cent vies (35 min), les enquêtes de Maigret, le coin du libraire. Il s'agit d'une édition Zone 2 Pal.
- Maigret la collection vol.8 (Keep Case 2 DVD-9) sorti le 20 septembre 2004 édité et distribué par One Plus One. Le ratio écran est en 1.77:1 16:9 avec audio Français 2.0 Dolby Digital. Présence de sous-titres anglais. 2 épisodes : Maigret et la vente à la bougie et Maigret et ses quatre enfants. En supplément : interview de Bruno Cremer (5 min), Simenon l'homme aux cent vies (35 min), les enquêtes de Maigret, le coin du libraire. Il s'agit d'une édition Zone 2 Pal.
- Maigret la collection vol.9 (Keep Case 2 DVD-9) sorti le 20 septembre 2004 édité et distribué par One Plus One. Le ratio écran est en 1.77:1 16:9 avec audio Français 2.0 Dolby Digital. Présence de sous-titres anglais. 2 épisodes : Maigret chez le docteur et Maigret et la vieille dame. En supplément : interview de Bruno Cremer (5 min), Simenon l'homme aux cent vies (35 min), les enquêtes de Maigret, le coin du libraire. Il s'agit d'une édition Zone 2 Pal.
- Maigret la collection vol.10 (Keep Case 2 DVD-9) sorti le 2 novembre 2004 édité et distribué par One Plus One. Le ratio écran est en 1.77:1 16:9 avec audio Français 2.0 Dolby Digital. Présence de sous-titres anglais. 2 épisodes : Maigret chez les riches et Maigret et le liberty Bar. En supplément : interview de Bruno Cremer (5 min), Simenon l'homme aux cent vies (35 min), les enquêtes de Maigret, le coin du libraire. Il s'agit d'une édition Zone 2 Pal.
- Maigret la collection vol.11 (Keep Case 2 DVD-9) sorti le 30 octobre 2004 édité et distribué par One Plus One. Le ratio écran est en 1.77:1 16:9 avec audio Français 2.0 Dolby Digital. Présence de sous-titres anglais. 2 épisodes : Maigret en meublé et Maigret à l'école. En supplément : interview de Bruno Cremer (5 min), Simenon l'homme aux cent vies (35 min), les enquêtes de Maigret, le coin du libraire. Il s'agit d'une édition Zone 2 Pal.
- Maigret la collection vol.12 (Keep Case 2 DVD-9) sorti le 10 février 2005 édité et distribué par One Plus One. Le ratio écran est en 1.77:1 16:9 avec audio Français 2.0 Dolby Digital. Présence de sous-titres anglais. 2 épisodes : Un échec de Maigret et L'ami d'enfance de Maigret. En supplément : les enquêtes de Maigret, le coin du libraire. Il s'agit d'une édition Zone 2 Pal.
- Maigret la collection vol.13 (Keep Case 2 DVD-9) sorti le 10 février 2005 édité et distribué par One Plus One. Le ratio écran est en 1.77:1 16:9 avec audio Français 2.0 Dolby Digital. Présence de sous-titres anglais. 2 épisodes : Maigret et l'homme du banc et Maigret chez le ministre. En supplément : les enquêtes de Maigret, le coin du libraire. Il s'agit d'une édition Zone 2 Pal.
- Maigret la collection vol.14 (Keep Case 2 DVD-9) sorti le 28 avril 2005 édité et distribué par One Plus One. Le ratio écran est en 1.77:1 16:9 avec audio Français 2.0 Dolby Digital. Présence de sous-titres anglais. 2 épisodes : Maigret a peur et Maigret et les petites croix. En supplément : les enquêtes de Maigret, le coin du libraire. Il s'agit d'une édition Zone 2 Pal.
- Maigret la collection vol.15 (Keep Case 2 DVD-9) sorti le 28 avril 2005 édité et distribué par One Plus One. Le ratio écran est en 1.77:1 16:9 avec audio Français 2.0 Dolby Digital. Présence de sous-titres anglais. 2 épisodes : Maigret et le fou de Sainte Clothilde et Maigret et le port des brumes. En supplément : les enquêtes de Maigret, le coin du libraire. Il s'agit d'une édition Zone 2 Pal.
- Maigret la collection vol.16 (Keep Case 2 DVD-9) sorti le 10 juin 2005 édité et distribué par One Plus One. Le ratio écran est en 1.77:1 16:9 avec audio Français 2.0 Dolby Digital. Présence de sous-titres anglais. 2 épisodes : Maigret et le fantôme et Maigret et le marchand de vin. En supplément : les enquêtes de Maigret, le coin du libraire. Il s'agit d'une édition Zone 2 Pal.
- Maigret la collection vol.17 (Keep Case 2 DVD-9) sorti le 22 août 2005 édité et distribué par One Plus One. Le ratio écran est en 1.77:1 16:9 avec audio Français 2.0 Dolby Digital. Présence de sous-titres anglais. 2 épisodes : Maigret en Finlande et Maigret et la demoiselle de compagnie. En supplément : les enquêtes de Maigret, le coin du libraire. Il s'agit d'une édition Zone 2 Pal.
- Maigret la collection vol.18 (Keep Case 2 DVD-9) sorti le 22 août 2005 édité et distribué par One Plus One. Le ratio écran est en 1.77:1 16:9 avec audio Français 2.0 Dolby Digital. Présence de sous-titres anglais. 2 épisodes : Maigret et la croqueuse de diamants et Maigret et l'affaire Saint-Fiacre. En supplément : les enquêtes de Maigret, le coin du libraire. Il s'agit d'une édition Zone 2 Pal.
- Maigret la collection vol.19 (Keep Case 2 DVD-9) sorti le 22 août 2005 édité et distribué par One Plus One. Le ratio écran est en 1.77:1 16:9 avec audio Français 2.0 Dolby Digital. Présence de sous-titres anglais. 2 épisodes : Maigret et l'écluse n°1 et Maigret et la princesse. En supplément : les enquêtes de Maigret, le coin du libraire. Il s'agit d'une édition Zone 2 Pal.
- Maigret la collection vol.20 (Keep Case 2 DVD-9) sorti le 20 octobre 2005 édité et distribué par One Plus One. Le ratio écran est en 1.77:1 16:9 avec audio Français 2.0 Dolby Digital. Présence de sous-titres anglais. 2 épisodes : Maigret et la nuit du carrefour et Maigret dans un jardin potager. En supplément : les enquêtes de Maigret, le coin du libraire. Il s'agit d'une édition Zone 2 Pal.
- Maigret la collection vol.21 (Keep Case 2 DVD-9) sorti le 20 octobre 2005 édité et distribué par One Plus One. Le ratio écran est en 1.77:1 16:9 avec audio Français 2.0 Dolby Digital. Présence de sous-titres anglais. 2 épisodes : Maigret et les plaisirs de la nuit et Maigret et l'étoile du Nord. En supplément : les enquêtes de Maigret, le coin du libraire. Il s'agit d'une édition Zone 2 Pal.
- Maigret la collection vol.22 (Keep Case 2 DVD-9) sorti le 10 avril 2009 édité et distribué par One Plus One. Le ratio écran est en 1.77:1 16:9 avec audio Français 2.0 Dolby Digital. Présence de sous-titres anglais. 2 épisodes : Maigret se défend et La patience de Maigret. En supplément : les enquêtes de Maigret, le coin du libraire. Il s'agit d'une édition Zone 2 Pal.
- Maigret la collection vol.23 (Keep Case 2 DVD-9) sorti le 10 avril 2009 édité et distribué par One Plus One. Le ratio écran est en 1.77:1 16:9 avec audio Français 2.0 Dolby Digital. Présence de sous-titres anglais. 2 épisodes : Maigret et la grande perche et Cécile est morte. En supplément : les enquêtes de Maigret, le coin du libraire. Il s'agit d'une édition Zone 2 Pal.
- Chez l'éditeur Koba Films :

- Maigret Volume 1 (Coffret 4 DVD-9) sorti le 17 septembre 2014 édité par Koba Films et distribué par Warner Home Vidéo France. Le ratio écran est en 1.77:1 16:9 avec audio Français 2.0 Dolby Digital sans sous-titres. 8 épisodes : Maigret et la grande perche, Maigret chez les flamands, Maigret et la maison du juge, Maigret et les plaisirs de la nuit, Maigret et le corps sans tête, Maigret et la nuit du carrefour, Maigret et les caves du Majestic, Maigret se défend. En supplément un documentaire Autour du commissaire Maigret, espace découverte Koba Films. Il s'agit d'une édition Zone 2 Pal
- Maigret Volume 2 (Coffret 4 DVD-9) sorti le 3 décembre 2014 édité par Koba Films et distribué par Warner Home Vidéo France. Le ratio écran est en 1.77:1 16:9 avec audio Français 2.0 Dolby Digital sans sous-titres. 8 épisodes : Les témoins récalcitrants, L'homme du banc, La patience de Maigret, Maigret et le fantôme, Maigret et l'écluse, Cécile est morte, Maigret se trompe, La tête d'un homme. En supplément : espace découverte Koba Films. Il s'agit d'une édition Zone 2 Pal
- Maigret Volume 3 (Coffret 4 DVD-9) sorti le 25 mars 2015 édité par Koba Films et distribué par Warner Home Vidéo France. Le ratio écran est en 1.77:1 16:9 avec audio Français 2.0 Dolby Digital sans sous-titres. 8 épisodes : Maigret et la vieille dame, Maigret et la vente à la bougie, Les vacances de Maigret, L'affaire Saint-Fiacre, Le port des brumes, Maigret en Finlande, Maigret tend un piège, Maigret a peur. En supplément : espace découverte Koba Films. Il s'agit d'une édition Zone 2 Pal
- Maigret Volume 4 (Coffret 4 DVD-9) sorti le 3 juin 2015 édité par Koba Films et distribué par Warner Home Vidéo France. Le ratio écran est en 1.77:1 16:9 avec audio Français 2.0 Dolby Digital sans sous-titres. 8 épisodes : Maigret et l'enfant de chœur, Le Liberty Bar, L'improbable Monsieur Owen, L'inspecteur Cadavre, Madame Quatre et ses enfants, Meurtre dans un jardin potager, Un meurtre de première classe, Maigret voit double. Pas de suppléments. Il s'agit d'une édition Zone 2 Pal
- Maigret Volume 5 (Coffret 4 DVD-9) sorti le 23 septembre 2015 édité par Koba Films et distribué par Warner Home Vidéo France. Le ratio écran est en 1.77:1 16:9 avec audio Français 2.0 Dolby Digital sans sous-titres. 8 épisodes : Maigret chez les riches, Maigret et la croqueuse de diamants, Mon ami Maigret, Maigret et la fenêtre ouverte, Maigret et le marchand de vin, Maigret chez le ministre, Maigret et le fou de Sainte Clothilde, La maison de Felicie. Pas de suppléments. Il s'agit d'une édition Zone 2 Pal
- Maigret Volume 6 (Coffret 4 DVD-9) sorti le 2 décembre 2015 édité par Koba Films et distribué par Warner Home Vidéo France. Le ratio écran est en 1.77:1 16:9 avec audio Français 2.0 Dolby Digital sans sous-titres. 7 épisodes : Maigret à l'école, Maigret et la princesse, Un échec de Maigret, Signé Picpus, L'ami d'enfance de Maigret, Les scrupules de Maigret, Les petits cochons sans queue. Pas de suppléments. Il s'agit d'une édition Zone 2 Pal
- Maigret Volume 7 (Coffret 4 DVD-9) sorti le 16 mars 2016 édité par Koba Films et distribué par Warner Home Vidéo France. Le ratio écran est en 1.77:1 16:9 avec audio Français 2.0 Dolby Digital sans sous-titres. 7 épisodes : Maigret et le clochard, Maigret et l'ombre chinoise, Maigret chez le docteur, Maigret en meublé, Maigret et la demoiselle de compagnie, Maigret et les sept petites croix, Maigret et l'étoile du Nord. Pas de suppléments. Il s'agit d'une édition Zone 2 Pal